# Platylomalus erythraeus
Platylomalus erythraeus är en skalbaggsart som först beskrevs av G. Müller 1938.  Platylomalus erythraeus ingår i släktet Platylomalus och familjen stumpbaggar. Inga underarter finns listade i Catalogue of Life.